# Kolla mutata
Kolla mutata är en insektsart som beskrevs av Melichar 1903. Kolla mutata ingår i släktet Kolla och familjen dvärgstritar. Inga underarter finns listade i Catalogue of Life.